# 浅利香津代
浅利 香津代（あさり かづよ、1944年8月11日 - ）は、日本の女優。本名、浅利 和子（あさり かずこ）。
秋田県秋田市出身。血液型はB型。

## 来歴・人物
生まれも育ちも秋田駅前という生粋の秋田っ子。秋田県立秋田北高等学校卒業。日本大学芸術学部演劇学科卒業後、望月優子に師事。その後、新劇の第一次・第二次新人会で8年在籍。次いで1975年4月に劇団前進座に移って3代目中村翫右衛門（4代目中村梅之助の父）に師事し10年在籍した後、フリーとなる。
現在はテレビ、舞台などで活躍中。また、正しい秋田弁の使い手として秋田弁の朗読などの仕事も多い。

## 出演

### テレビドラマ
- 火曜日の女シリーズ / 逃亡者 -この街のどこかで-（1970年、大映テレビ室・日本テレビ）※浅利和子名義
- 連続テレビ小説（NHK）
  - 雲のじゅうたん（1976年） - 小野間直子 役
  - おていちゃん（1978年）
  - 心はいつもラムネ色（1984年）
  - ひまわり（1996年） - 相楽富士子 役
- 必殺仕業人 第12話「あんたこの役者どう思う」（1976年、朝日放送） - お染 役
- 伝七捕物帳 （NTV）
  - 第21話「あかずの錠に情けをかけて」（1974年）- お菊
  - 第58話「花となった女」（1974年）- 志乃
  - 第133話「強虫嬶に弱虫亭主」（1977年）- およう
- 土曜ドラマ（NHK）
  - 鎌田敏夫シリーズ / 十字路 第二部第1話「みちのく編 ブルートレインの少年」（1978年）
  - わが青春のブルース（1981年） - おけい
- そば屋梅吉捕物帳（1979年　- 1980年、TX） - おきん　役
- 長七郎天下ご免! 第11話「泣き笑いにせ者人生」（1980年、ANB/東映） - おくみ
- 熱中時代 第2シリーズ 第33話「雪国の熱中先生」（1981年、NTV） - 母親・勝代
- 江戸の用心棒 第21話 「暗殺剣 千鳥」（1981年、フジテレビ）
- いのち燃ゆ（1981年） - お六　役
- キッド（1981年 - 1982年、NTV）
- 3年B組貫八先生（1982年、TBS） - 小泉ミヨ 役
- 風車の浜吉捕物綴2 秘剣（1982年、フジテレビ） - お袖 役
- 春の傑作推理劇場「松本清張の薄化粧の男」（1982年、テレビ朝日）
- 銀河テレビ小説（NHK）
  - 旅びと(1983年)  - あや 役
- 弐十手物語 第6話 「売れ残り」（1984年、フジテレビ）
- 真田太平記（1985年、NHK） - 粂役
- 遠山の金さん 第1シリーズ 第131話「偽りの化粧・不良少女の母!」（1985年、テレビ朝日）
- 火曜サスペンス劇場「赤い記憶」（1985年、日本テレビ）
- うちの子にかぎって…パート2 第7話「キャプテン翼物語」（1985年、TBS） - 原島志津香 役
- アルザスの青い空（1985年、フジテレビ）
- 大河ドラマ（NHK）
  - いのち（1986年） - 時枝 役
  - 独眼竜政宗（1987年） - 村岡（愛姫の侍女） 役
  - 春日局（1989年） - おくに 役
  - 炎立つ（1993年） - 栂の前 役
  - 葵 徳川三代（2000年） - 佐々介三郎 役
- 木曜ドラマストリート「家族八景」（1986年、フジテレビ） - 家政婦 役
- 金曜女のドラマスペシャル「はるちゃん・待ちくたびれた女」（1987年、フジテレビ）
- 銭形平次（1987年、日本テレビ） - おとめ 役
- 裸の大将（KTV / 東阪企画）
  - 第22話「清と赤い自転車」（1987年）
  - 第34話「天からマリアが降ってきた」（1989年） - 島村和江
- 愛無情（1988年、東海テレビ）
- 松本清張サスペンス「愛と空白の共謀」（1988年、関西テレビ）
- 土曜ドラマスペシャル・嫉妬のウエディングドレス（1988年8月20日、TBS） - 旗江 役
- 土曜ワイド劇場（テレビ朝日）
  - 「片道切符の花嫁 パリ発－監獄行き!?５千億に魅せられて…」（1989年） - 貴島容子 役
  - 「女弁護士 朝吹里矢子12 相続放棄の謎」（1991年） - 相馬千賀子 役
  - 「西村京太郎トラベルミステリー58 山形新幹線・つばさ129号の女!」（2012年） - 渡部鈴代 役
- 過ぎし日のセレナーデ（1989年 - 1990年、フジテレビ） - 海棠綾子 役
- 鬼平犯科帳（フジテレビ）
  - 第1シリーズ 第18話「浅草・御厩河岸」（1989年） - お梶 役
  - 第2シリーズ 第2話「むかしの女」（1990年） - おもん 役
- 代議士秘書の犯罪（1990年、TBS）
- テニス少女夢伝説!愛と響子（1990年、フジテレビ・大映テレビ） - 円谷ギン 役
- 木曜ゴールデンドラマ「松本清張の老春」（1990年、読売テレビ） - 太田比佐子 役
- 湘南ペンション通り（1991年、TBS）
- 忠臣蔵 風の巻・雲の巻（1991年12月13日、フジテレビ） - とき 役
- さすらい刑事旅情編VI 第2話「みちのく湯煙りの女・18年目の殺意」（1993年、テレビ朝日）
- 織田信長（1994年、テレビ東京） - 築山殿 役
- ドラマ新銀河（NHK）
  - 母の出発（1995年）- 富川ヒロ子 役
- 魔の季節（1995年、TBS）
- 暴れん坊将軍シリーズ（テレビ朝日 / 東映）
  - 暴れん坊将軍VII 第18話「いなせ新さん、世直し道中」（1997年） - お染 役
  - 暴れん坊将軍X 第15話「家を乗っ取る兄嫁!鬼の仕打ちに隠された謎?」（2000年7月6日） - もん 役
  - 暴れん坊将軍XI 第13話「ムコ殿は上様!?」（2001年11月5日） - おとせ 役
- 私は引越屋IV（2000年、テレビ東京）
- 金曜エンタテイメント「赤い霊柩車シリーズ12 二度死んだ死体」（2000年、フジテレビ） - 山田花江 役
- 乗里冴子のお見合い事件帳（2000年、TBS）
- サラリーマン金太郎 2（2000年、TBS）
- 京都迷宮案内III（2001年、テレビ朝日）
- 長崎ぶらぶら節（2001年、テレビ朝日）
- おみやさん（2002年、テレビ朝日）
- 水戸黄門（TBS / C.A.L）
  - 第32部 第6話「肝っ玉女将と意地比べ -高山-」（2003年9月1日） - 雑穀問屋・近江屋の肝っ玉女将 おこと 役
  - 第34部 第7話「愛馬が教えた親孝行 -遠野-」（2005年2月21日） - お栄 役
- 夜桜お染 第10話「迷子石」（2004年、フジテレビ）-おさだ
- 子連れ狼 3 第7話 襲い来る!賞金稼ぎの群れ!!（2004年8月23日、テレビ朝日） - 吹き矢のお熊 役
- 忠臣蔵（2004年、テレビ朝日） - おまき 役
- おばあさんの反乱（2005年、テレビ朝日）
- 瑠璃の島 第1話（2005年4月16日、日本テレビ）
- 水曜ミステリー9「松本清張特別企画 渡された場面」（2005年4月20日、テレビ東京）
- 離婚弁護士II〜ハンサムウーマン〜 第6回「占いで離婚!?」（2005年5月24日、フジテレビ） - 古池貞子 役
- 水曜プレミア「江戸前鮨職人 きららの仕事」（2005年5月25日、TBS）
- 月曜ミステリー劇場「金田一耕助シリーズ32 神隠し真珠郎」（2005年7月18日、TBS） - 当主の宗太郎の本妻のハツ 役
- 上を向いて歩こう〜坂本九物語〜（2005年8月21日、テレビ東京）
- 京都地検の女 第4シリーズ 第6話「刑務所に入りたがる女! 桔梗の花が暴く殺意!!」（2007年、テレビ朝日）- 杉沢美代子 役
- ゴンゾウ 伝説の刑事 第4話（2008年7月23日、テレビ朝日） - 天野光恵 役
- 西村京太郎トラベルミステリー70「十津川警部VS鉄道捜査官・花村乃里子」（2019年3月17日、テレビ朝日） - 黒田多恵 役

### 映画
- あゝ野麦峠 新緑篇（1982年、東宝） - 武井ひで 役
- ハイティーン・ブギ（1982年、東宝） - 伯母 役
- 薄化粧（1985年）
- 鹿鳴館（1986年、東宝） - 女中頭・草乃 役
- 首都消失（1987年、大映） - 木村光子 役
- マルサの女2（1988年、東宝） - 毛皮店主人 役
- 善人の条件（1989年、松竹） - 主婦 役
- 流転の海（1990年、東宝） - 山下志乃 役
- 女帝 春日局（1990年、東映） - 取上げ婆ア 役
- さよなら、こんにちわ（1990年、アルゴプロジェクト・NTV / 監督：福田陽一郎） - 朝田卓也の伯母・杉村花子 役
- 息子（1991年、松竹） - 哲夫の叔母・綾子 役
- 寒椿（1992年、東映） - お鹿 役
- 不意の旅人（1992年、東映・総務庁/人権問題啓蒙映画） - 若宮ミナコ 役
- 学校（1993年、松竹） - えり子の母 役
- 虹の橋（1993年、東宝） - さだ 役
- 伊能忠敬-子午線の夢-（2001年、東映） - シカ 役
- 千年の恋 ひかる源氏物語（2001年、東映） - 倫子 役
- 森の学校（2002年、全国文化ホール）
- 釣りバカ日誌15 ハマちゃんに明日はない!?（2004年、松竹） - 早川春江 役
- 寝ずの番（2006年4月8日、角川ヘラルドピクチャーズ）
- 水に棲む花（2006年5月27日から6月2日、ユーロスペース）
- 次郎長三国志（2008年9月20日、角川映画） - お朝 役
- いのちの山河（2009年） -　深沢テル 役
- 母 小林多喜二の母の物語（2017年） - 小林セキの母 役

### 舞台
- 動物園作戦（劇団新人会） - 初舞台
- 釈迦内柩唄（前進座） - 藤子 役（文化庁芸術祭優秀賞受賞）
- 女殺油地獄（前進座）
- 心中天の網島（前進座）
- 柳橋物語（前進座）
- 出雲の阿国（前進座）
- 羅生門（前進座）
- 炎の人 -ゴッホ小伝-（劇団銅羅、森幹太 主演）
- ミスターポンコツの夢（新劇合同公演）
- 阿部一族（新劇合同公演）
- 早春の賦 - 小林多喜二（新劇合同公演）
- 女優（三越劇場、朝丘雪路 主演）
- 華やぎの糸（三越劇場） - 主演
- 開花べらぼう侍（宝塚劇場、三木のり平 主演）
- 赤ひげ診療譚（宝塚劇場、森繁久彌 主演）
- 双頭の鷹（西武パルコ劇場、美輪明宏 主演）
- 雪国（芸術座、十朱幸代 主演）
- 寒椿（芸術座、浜木綿子 主演）
- 曾根崎心中-文楽人形とのジョイント（国立劇場） - お初 役（関西十三夜会賞受賞）
- 世阿弥（サンシャイン劇場、松本幸四郎 主演）
- 貞子 - 秋田おばこ物語 -（サンシャイン劇場） - 主演
- 幻の華（新橋演舞場、片岡孝夫 主演）
- 湯けむり仲居純情日記（新橋演舞場、小川真由美 主演）
- 蒼き狼（梅田コマ劇場、北大路欣也 主演）
- 不死鳥よ波濤を越えて（梅田コマ劇場、松平健 主演）
- わが心の龍馬（梅田コマ劇場）
- 秀吉愛情物語（梅田コマ劇場、里見浩太朗 主演）
- 香華（帝国劇場、山田五十鈴 主演）
- 暴れん坊将軍（新歌舞伎座）
- 唄う絵草紙（新歌舞伎座、松平健 主演）
- 雪やこんこん（こまつ座） - 和子 役（紀伊國屋演劇賞受賞）
- 釈迦内柩唄（地人会）（金沢市民劇場主演女優賞・関西十三夜会賞受賞）
- 一人芝居 花いちもんめ（地人会）（関西十三夜会賞受賞）
- 貞子－秋田おばこ物語－（博品館 / 全国巡演）（川崎市民劇場主演女優賞受賞）
- 暴れん坊将軍（博多座 / 御園座　/ 明治座、松平健 主演）全国巡演、サンフランシスコ&ロスアンゼルス公演
- 舟遊女（博多座 / 御園座 / 明治座、松平健 主演）
- 越路の子守唄（博多座 / 御園座 / 明治座、松平健 主演）
- 次男坊鴉（博多座 / 御園座 / 明治座、松平健 主演）
- 越路の子守歌（2000年、御園座劇場）
- 暴れん坊将軍（2000年、御園座劇場）
- 唄う絵草紙（2000年、御園座劇場）
- 貞子 -秋田おばこ物語-（全国巡演中、2000年、信州巡演）
- 暴れん坊将軍（2000年、全国縦断巡演）
- 不死鳥よ波濤を越えて!（2000年、梅田コマ劇場）
- 暴れん坊将軍（2001年、歌舞伎座劇場 / 御園座劇場）
- 秀吉愛情物語（2001年、梅田コマ劇場）
- 一人芝居 影法師（全国巡演中、2001年、秋田県象潟町）
- 不死鳥よ波濤を越えて!（2002年、新宿コマ劇場）
- 暴れん坊将軍（2002年、御園座劇場）
- 忠臣蔵外伝（2002年、池袋サンシャインシティ劇場 / 高知・愛媛・秋田県巡演）
- 新・美空ひばり物語（2002年、全国縦断巡演）
- 旗本退屈男 -尾張・華の嵐（2003年、博多座 / 御園座 / 明治座、北大路欣也 主演）
- 暴れん坊将軍・愛怨おしどり道中（2003年、御園座劇場）
- 新・美空ひばり物語（2003年、全国縦断巡演）
- 新・美空ひばり物語（2004年、新宿コマ劇場 / 梅田コマ劇場、浅芽陽子 主演）
- 瀬戸内寂聴訳・源氏物語より・浮舟 朗読（2004年、博品館劇場）
- 暴れん坊将軍スペシャル - 唄って踊って八百八町 -（2004年、梅田・新宿コマ劇場 / 博多座、松平健 主演）
- 松平健 全国縦断特別公演（2005年）
- ひとり芝居 足の裏の神様（全国巡演中、2007年3月8日 - 10日、北海道公演、2007年3月13日 - 16日、秋田公演）